# Selaginella watsonii
Selaginella watsonii är en mosslummerväxtart som beskrevs av Underw.. Selaginella watsonii ingår i släktet mosslumrar, och familjen mosslummerväxter. Inga underarter finns listade i Catalogue of Life.